# Владиково
 Тази статия е за селото в Драмско.  За селото в Асеновградско вижте Студенец (област Смолян).  
Владѝково (на гръцки: Οροπέδιο, Оропедио, катаревуса: Οροπέδιον, Оропедион, до 1927 Βλαδίκος, Владикос) е село в Република Гърция в дем Драма.

## География
Владиково е разположено на 670 m надморска височина в областта Чеч в югозападните склонове на Родопите, близо до северния бряг на Места (Нестос), на четири километра южно от Осеница (Сидиронеро).

## История

### Етимология
Според Йордан Н. Иванов името е от старобългарското , „владелец, господар“. Облиците Владикус, Владикос са погърчени. Селището ще да е съществувало още преди турското завоевание на полуострова, и ще да е принадлежало на местен български владетел, за което се съди по местоположението и числеността на населението – до към началото на XX век е едно от най-многолюдните села в Чеча.

### В Османската империя
В подробен регистър на тимари, зиамети, хасове, чифлици, мюлкове и вакъфи в казите и нахиите по териториите на санджака Паша от 1524-1537 година от село Владикос с друго име Папа Васил са регистрирани мюсюлмани: 19, неженени – 18; немюсюлмани: 13, неженени – 3, вдовици – 9. В съкратен регистър на санджаците Паша, Кюстендил, Вълчитрън, Призрен, Аладжа хисар, Херск, Изворник и Босна от 1530 година са регистрирани броят на мюсюлманите и немюсюлманите в населените места. Регистрирано е и село Изгоричи с друго име Ивладикос с мюсюлмани: 5 домакинства, неженени – 1; немюсюлмани: 6 домакинства, неженени – 2; вдовици – 1. В съкратен регистър на санджаците Паша, Кюстендил, Вълчитрън, Призрен, Аладжа хисар, Херск, Изворник и Босна от 1530 година са регистрирани броят на мюсюлманите и немюсюлманите в населените места. Регистрирано е и село Владикос с друго име Папа Васил с мюсюлмани: 19 домакинства, неженени – 18; немюсюлмани: 13 домакинства, неженени – 3; вдовици – 9. В подробен регистър на санджака Паша от 1569-70 година е отразено данъкоплатното население на Владикос както следва: мюсюлмани – 35 семейства и 46 неженени; немюсюлмани – 1 семейство и 3 вдовици. В подробен регистър за събирането на данъка авариз от казата Неврокоп за 1723 година от село Владикоз са зачислени 28 мюсюлмански домакинства.
В XIX век Владиково е помашко село в Чечка нахия на Неврокопска каза на Османската империя. В „Етнография на вилаетите Адрианопол, Монастир и Салоника“, издадена в Константинопол в 1878 година и отразяваща статистиката на населението от 1873 година, Владинкост (Vladinkost) е посочено като село с 62 домакинства и 150 жители помаци.
Според Стефан Веркович към края на XIX век Владиково (Владикус) има мюсюлманско мъжко население 205 души, което живее в 62 къщи.
Според Васил Кънчов Владиково има 60 къщи и към 1900 година населението му се състои от 370 жители българи мохамедани.

### В Гърция
През Балканската война в 1912 година в селото влизат български части. След Междусъюзническата война в 1913 година Владиково попада в Гърция. Според гръцката статистика, през 1913 година във Владиково (Βλαδίκος) живеят 567 души. В 20-те години жителите на Осеница се изселват в Турция и на тяхно място са заселени гърци бежанци от Турция. Към 1928 година в селото има 53 бежански семейства със 133 жители. През 1927 година селото е преименувани на Оропедион – в превод „плато“.
По време на Гражданската война (1946 - 1949) жителите на селото насилствено са изселени в полските селища. След нормализирането на положението, част се връщат.
| Година    | 1913 | 1920 | 1928 | 1940 | 1951 | 1961 | 1971 | 1981 | 1991 | 2001 | 2011 | 2021 |
| --------- | ---- | ---- | ---- | ---- | ---- | ---- | ---- | ---- | ---- | ---- | ---- | ---- |
| Население | 567  | 352  | 204  | 275  | -    | 90   | 11   | -    | 29   | 40   | 23   | 11   |